# VV Velox in het seizoen 1969/70
Het seizoen 1969/1970 was het 12e en laatste jaar in het bestaan van de Utrechtse betaaldvoetbalclub Velox. De club kwam uit in de Tweede divisie en eindigde daarin op de derde plaats. Tevens deed de club mee aan het toernooi om de KNVB beker, hierin werd de club in de tweede ronde uitgeschakeld door MVV (0–1). Na het seizoen fuseerde de club met de andere Utrechtse betaaldvoetbalclubs DOS en Elinkwijk tot FC Utrecht.

## Wedstrijdstatistieken

### Tweede divisie
|       | AGOVV | Baronie | SC Drente | EDO   | Eindhoven | Gooiland | Heerenveen | Hermes DVS | Limburgia | NOAD  | PEC   | RBC   | Roda JC | FC VVV | Wageningen | ZFC   |
| ----- | ----- | ------- | --------- | ----- | --------- | -------- | ---------- | ---------- | --------- | ----- | ----- | ----- | ------- | ------ | ---------- | ----- |
| Thuis | 2 – 1 | 2 – 2   | 0 – 1     | 1 – 0 | 3 – 0     | 1 – 1    | 1 – 0      | 2 – 0      | 0 – 0     | 1 – 0 | 3 – 0 | 3 – 0 | 0 – 0   | 4 – 0  | 1 – 0      | 3 – 0 |
| Uit   | 0 – 1 | 0 – 2   | 0 – 2     | 0 – 2 | 2 – 1     | 1 – 1    | 5 – 0      | 2 – 2      | 1 – 2     | 0 – 3 | 5 – 0 | 2 – 1 | 2 – 0   | 0 – 1  | 1 – 0      | 0 – 0 |

### KNVB beker
| 1e ronde                                    | Velox                                | 2 – 1 (1 – 1) | SVV               |
| 19 oktober 1969 Plaats: Utrecht Galgenwaard | Peter Aardoom 36' Joop Steenhuis 66' |               | 20' Aad Koudijzer |
| 2e ronde                                    | MVV                                  | 1 – 0 (0 – 0) | Velox             |
| 1 maart 1970 Plaats: Maastricht De Geusselt | Wim Reijers 51'                      |               |                   |

## Statistieken Velox 1969/1970

### Eindstand Velox in de Nederlandse Tweede divisie 1969 / 1970
| Stand | Gespeeld | Gewonnen | Gelijk | Verloren | Punten | Doelpunten voor | Doelpunten tegen |
| ----- | -------- | -------- | ------ | -------- | ------ | --------------- | ---------------- |
| 3e    | 32       | 18       | 8      | 6        | 44     | 46              | 26               |

### Topscorers
| #              | Naam                     | Goal |
| -------------- | ------------------------ | ---- |
| 1.             | Joop Steenhuis           | 12   |
| 2.             | Johan Engelsma           | 10   |
| 3.             | Bizzy Klein              | 8    |
| 4.             | Marco Cabo               | 6    |
| 5.             | Cees van den Berg        | 2    |
| 5.             | Harrie Hilverts          | 2    |
| 5.             | Gerrit Langerak          | 2    |
| 8.             | Jaap Miedema             | 1    |
| 8.             | Nelis Pot                | 1    |
| 8.             | Dirk de Ruiter           | 1    |
| Eigen doelpunt |                          |      |
| 1.             | Matti Brouwers (Baronie) | 1    |
| Totaal         | Totaal                   | 46   |

| #      | Naam           | Goal |
| ------ | -------------- | ---- |
| 1.     | Peter Aardoom  | 1    |
| 1.     | Joop Steenhuis | 1    |
| Totaal | Totaal         | 2    |

## Voetnoten
AGOVV · Baronie · SC Drente · EDO · Eindhoven · Gooiland · Heerenveen · Hermes DVS · Limburgia · NOAD · PEC · RBC · Roda JC · Velox · FC VVV · Wageningen · ZFC